# Commandant Shafi Hazara
Le commandant Shafi Hazara (Dari: قومندان شفیع هزاره ) était un commandant militaire de l'ethnie Hazara en Afghanistan. Il a été commandant supérieur pendant la résistance de l'ouest de Kaboul et du Hazarajat entre 1991 et 1996. Dans les années 1990, il a dirigé la deuxième brigade de la branche militaire du Hezb-e-Wahdat contre les milices rivales et contre la prise de contrôle des talibans.

## Biographie
Shafi est né en mars 1964 à Chindawol, Kaboul. Originaire de la vallée de Turkman, province de Parwan. Il est allé à l'école primaire Parsa et au lycée Ansari. Après avoir obtenu son diplôme, Shafi est allé dans son village natal, la vallée de Turkman, et a rejoint Sazman Al-Nasr dans le Jihad contre l'Armée rouge de Russie pendant la Guerre soviéto-afghane.

## Shafi Dewana (Shafi le Fou)
Shafi était appelé "Shafi Deewana" (Shafi le Fou) en raison de ses tactiques militaires exceptionnelles qui ont provoqué la colère d'un ensemble d'adversaires. Il se mettait continuellement en danger en se tenant sur des conteneurs et en courant vers l'opposition, ce qui faisait que ses ennemis l'appelaient "Dewana".

## Batailles
Le 1er mai 1992, il est retourné à Kaboul et a formé une unité de six hommes et a commencé sa lutte armée contre le gouvernement communiste. Lors des premières batailles, il a capturé le département du bureau de la sécurité de l'État, le ministère de l'Intérieur, le sixième district de sécurité et les points de contrôle de sécurité de Mahtab Qala et Dasht-e Barchi. Bientôt, il deviendrait l'un des commandants supérieurs du Hezb-e-Wahdat. Shafi a formé l'unité d'infanterie de la deuxième brigade de la branche militaire du mouvement. Il ne fallut pas longtemps avant que des centaines de jeunes hommes le rejoignent. Lors de la première guerre imposée, ils ont éliminé l'opposition de nombreuses régions de l'ouest de Kaboul. Après avoir gagné de nombreuses ressources, dont toutes sortes d'armes légères et lourdes. Sous le commandement de Shafi, les forces de la Brigade Deux géraient la plupart des lignes de défense frontales et stratégiques de l'ouest de Kaboul Kaboul. Il a participé à des opérations essentielles en tant que commandant de premier plan et de premier plan.

### Ghazni
Lorsque les talibans sont apparus en Afghanistan, ils sont entrés à Ghazni depuis Kandahar. Avec trois à quatre cents de ses soldats, Shafi est entré à Ghazni pour combattre les talibans et les a affrontés, tuant des dizaines de membres talibans. Les talibans ont avoué à plusieurs reprises aux représentants du Hezb Wahdat que nous avions subi un minimum de pertes alors que nous avions capturé plusieurs provinces. Cependant, à Ghazni, Shafi avait tué des dizaines de nos soldats. Après quelques mois de combats, son unité se retire à Kaboul.

### Batailles civiles après Kaboul
Après la chute de la résistance de l'ouest de Kaboul et le décès d'Abdul Ali Mazârî, Shafi se rendit à Peshawar , au Pakistan, et de là à Mazar-i-Sharif , où il passa quelque temps à acheter des armes, à se regrouper et à rassembler ses forces. Après les funérailles d'Abdul Ali Mazari, Shafi est entré dans le Hazarajat et est allé au combat avec les talibans et les factions rivales. Il a établi la sécurité dans toutes les régions centrales de l'Afghanistan. Il a établi plusieurs points de contrôle et des bases dont certains de ses quartiers généraux les plus essentiels étaient situés dans le district de Shekh Ali, la vallée de Turkman, le col de Haji Gak, la vallée de Six Bridge, Bamiyan et la vallée d'Iraq.

## Assassinat
Shafi a été tué le 22 août 1996. Son assassinat a eu lieu au domicile de Karim Khalili, au centre de Bamiyan . Karim Khalili et ses collaborateurs ont tué Shafi et peu de temps après ont attaqué son poste de Six Bridge, tuant un soldat supplémentaire et en blessant de nombreux. Son assassinat est reconnu comme une trahison par le peuple Hazara. De nombreux détails essentiels sont encore restés flous. Il a été enterré à Bamiyan par la population locale mais plus tard transféré dans sa ville natale par ses soldats. Le corps de Shafi repose au cimetière Dahn Khakrez dans la vallée de Turkman.